# Mystery in Space
Mystery in Space (dt. „Mysterium im Weltraum“) ist der Titel einer Science-Fiction-Comicserie die zwischen 1951 und 1966, sowie 1980 und 1981 beim US-amerikanischen Verlag DC Comics erschien.

## Entstehung und Veröffentlichung
Die Serie erreichte 117 Ausgaben, von denen die ersten 110 zwischen 1951 und 1966 veröffentlicht wurden. Nach einer vorübergehenden Einstellung der Serie, die knapp vierzehn Jahre andauerte, wurde diese 1980 unter Anknüpfung an die alte Nummerierung mit der Ausgabe # 111 wieder aufgenommen, jedoch nach nur 7 Ausgaben mit Nummer #117 endgültig eingestellt. 2006 wurde die Serie abermals in Form einer, von Jim Starlin (Autor) und Shane Davis (Zeichner) gestalteten, achtteiligen Miniserie kurzzeitig wiederbelebt.
Zu den Künstlern die an der Serie arbeiteten, zählen unter anderem die Zeichner Gil Kane und Murphy Anderson, sowie die Autoren John Broome und Gardner Fox.

## Inhalt
„Mystery in Space“ präsentierte in jeder Ausgabe eine bunte Auswahl an Science-Fiction-Storys. Dabei wurden über Jahre hinweg im Anthologie-Stil verschiedene Reihen, die inhaltlich miteinander nichts zu tun hatten, zwischen den Umschlagseiten von „Mystery in Space“ versammelt.
Zu den bekannteren Reihen, die die Serie beinhaltete, zählen: „Knights of the Galaxy“ (Ausgaben #1 bis 8), Interplanetary Insurance, Inc" (Ausgaben #16 bis 25), Space Cabbie (Ausgaben #21, 24, 26 bis 47), Adam Strange (Ausgaben #53 bis 100, 102), Star Rovers (Ausgaben 66. 69, 74, 77, 80, 83, 86), Hawkman (Ausgaben #87–90), Space Rangers (Ausgaben #92 bis 99, 101, 103), Jan Vern, Interplanetary Agent (Ausgaben #100, 102), Ultra the Multi-Alien (Ausgaben #103 bis 110).

## Preise
Die Serie wurde mit mehreren Preisen ausgezeichnet, so dem Alley Award für die Beste „Book-Length Story“ 1962 (für die Geschichte „The Planet That Came to a Standstill!“ in Ausgabe #75 von Gardner Fox und Carmine Infantino) und dem 1963er „Alley Award for Comic Displaying Best Interior Color Work“.